# De barricade
De barricade (1973) is een hoorspel van Theun de Vries (1907-2005) dat gaat over het laatste gevecht tijdens de Commune van Parijs waarin de revolutionairen verloren.

## Achtergrond
In 1971 gaf de VARA Theun de Vries de opdracht om twee hoorspelen te schrijven over de Commune van Parijs, De barricade en Engel in het harnas. De barricade werd uitgezonden in 1973 op Hilversum I en nog een keer herhaald in 1978.  De teksten van de twee hoorspelen zijn samen met twee essays over de Commune opgenomen in het boek Louise Michel, engel in het harnas (1984).

## Plot
De barricade gaat over het laatste gevecht tijdens de Commune van Parijs op 28 mei 1871, waarna de revolutionairen definitief verslagen werden. Dit laatste gevecht is voor het grootste gedeelte fictief; historici hebben ook niet kunnen achterhalen hoe het exact is verlopen.
Het hoorspel beschrijft hoe acht revolutionairen in een droom bezocht worden door een personage genaamd Marianne, dat Frankrijk representeert. Zij praat de revolutionairen moed in en benadrukt dat ze zich moeten opofferen voor de Commune. Ondanks dat het laatste gevecht zeer waarschijnlijk uit zal lopen op een nederlaag, zal de Commune activistische bewegingen in de toekomst inspireren.
De acht revolutionairen beginnen vervolgens te vechten op de laatste barricade. Ze worden bijgestaan door een negende persoon, Victorine. Zij zorgt eerst voor drinken en staat de gewonden bij, maar gaat al snel meevechten en vervult daarbij soms een leidinggevende functie. Acht van de negen revolutionairen laten hierbij het leven. Eén persoon ontsnapt, een student genaamd Tristan. Hij het lied Le Temps des Cerises zingt en kust voor het eerst een vrouw, Victorine. Victorine wordt echter gedood en Tristan kan ontsnappen. Als student representeert hij ‘de jeugd, de wetenschap, de vrijheid…! Jij bent Frankrijk en de revanche!’
Tijdens het gevecht worden er niet alleen dialogen tussen de revolutionairen maar ook tussen de anti-revolutionairen, de Versaillanen, weergegeven waaruit blijkt dat de laatste veel minder moedig zijn. Wanneer Marianne de leider van de Versaillanen bezoekt, herkent hij haar niet als zijnde Frankrijk. Het hoorspel sympathiseert dus sterk met de Commune.